# 林振纲
林振纲（1900年—1976年），男，浙江绍兴人，中国病理学家，曾任北京医学院基础医学部主任、教授，中华医学会常务理事。